# Diócesis de Cuautitlán
La diócesis de Cuautitlán (en latín: Dioecesis Cuautitlanensis) es una circunscripción eclesiástica de la Iglesia católica en México. Se trata de una diócesis latina, sufragánea de la arquidiócesis de Tlalnepantla. Desde el 9 de noviembre de 2022 su obispo es Efraín Mendoza Cruz.

## Territorio y organización

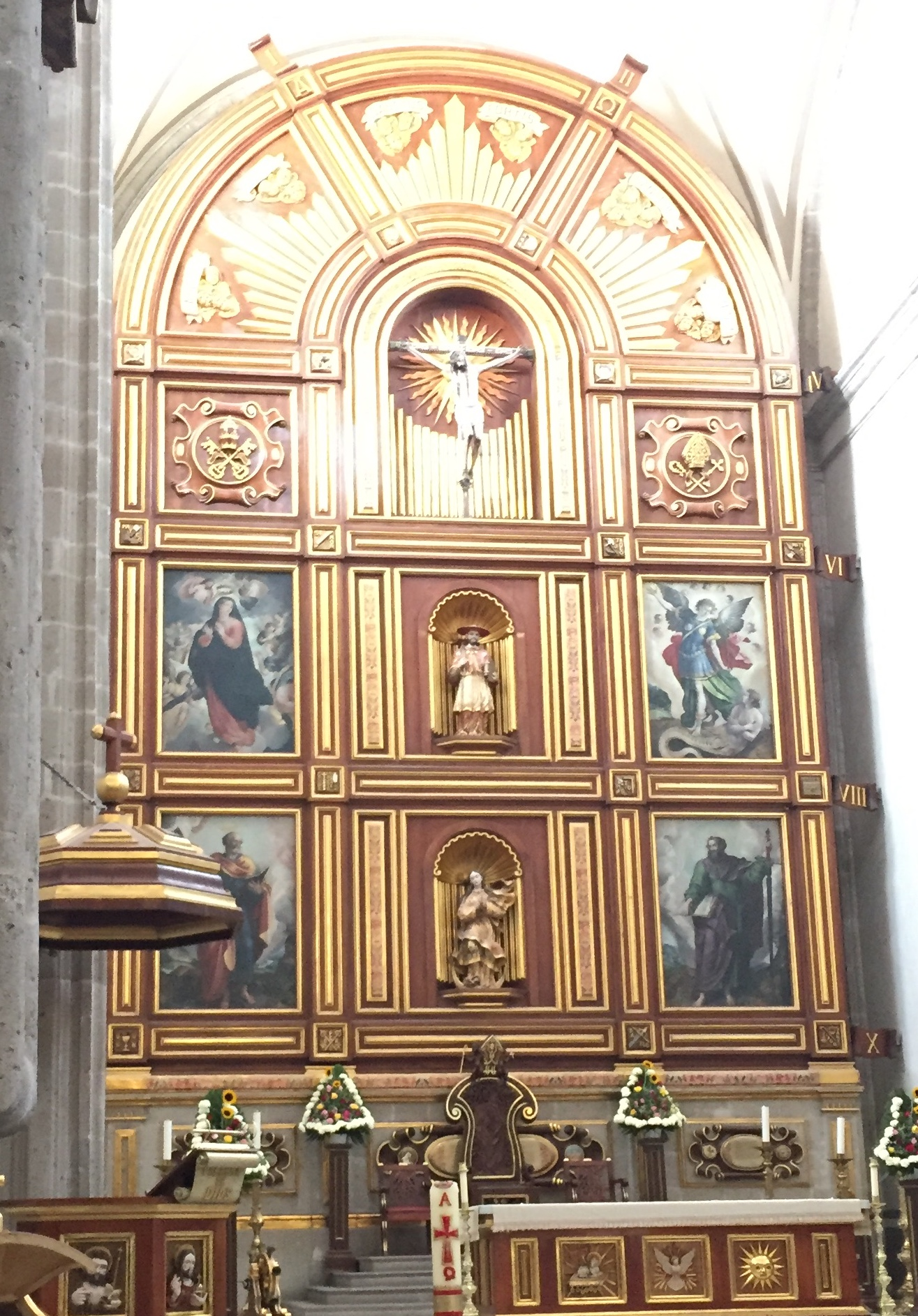
Altar principal de la catedral

La diócesis tiene 1119 km² y extiende su jurisdicción sobre los fieles católicos de rito latino residentes en el estado de México en los municipios de: Cuautitlán; Tultitlán, Nextlalpan, Melchor Ocampo, Tultepec, Teoloyucan, Coyotepec, Huehuetoca, Zumpango, Apaxco, Coacalco, Jaltenco, Tonanitla, Hueypoxtla y Tequixquiac.
La sede de la diócesis se encuentra en la ciudad de Cuautitlán, en donde se halla la Catedral de San Buenaventura.
En 2021 en la diócesis existían 70 parroquias agrupadas en 10 decanatos y estos en 4 vicarías episcopales: 
Vicaría episcopal de San Buenaventura
- Decanato de San Buenaventura
- Decanato de Nuestra Señora de Loreto
- Decanato de San Antonio de Padua
- Decanato de San Judas Tadeo Apóstol

Vicaría episcopal de San Francisco de Asís
- Decanato de Nuestra Señora de Guadalupe
- Decanato de San Felipe de Jesús
- Decanato de San Pedro y San Pablo

Vicaría episcopal de La Purísima Concepción
- Decanato de la Purísima Concepción
- Decanato de San Antonio de Padua

Vicaría episcopal de San Pablo
- Decanato de San Pablo Apóstol
- Decanato de Santiago Apóstol

## Historia
La diócesis fue erigida el 5 de febrero de 1979 con la bula Conferentia Episcopalis Mexicana del papa Juan Pablo II, obteniendo el territorio de la diócesis de Texcoco y de la diócesis de Tlalnepantla (hoy arquidiócesis). Su primer obispo fue Manuel Samaniego Barriga.
Originalmente sufragánea de la arquidiócesis de México, pasó a formar parte de la provincia eclesiástica de Tlalnepantla el 17 de junio de 1989.
El 3 de noviembre de 1984 cedió una parte de su territorio para la erección de la diócesis de Atlacomulco mediante la bula Quandoquidem ad plenius del papa Juan Pablo II.
En mayo de 2014 la diócesis pidió que se erigiera una nueva diócesis a causa del crecimiento de la población, y como consecuencia, el 9 de junio de 2014 cedió otra parte de su territorio (municipios de Cuautitlán Izcalli, Tepotzotlán y Nicolás Romero) para la erección de la diócesis de Izcalli mediante la bula Christi voluntate del papa Francisco.

## Estadísticas
Según el Anuario Pontificio 2022 la diócesis tenía a fines de 2021 un total de 1 286 000 fieles bautizados.
| Año                                                                             | Población            | Población | Población      | Sacerdotes | Sacerdotes    | Sacerdotes    | Bautizados por sacerdote | Diáconos permanentes | Religiosos | Religiosos | Parroquias |
| Año                                                                             | Bautizados católicos | Total     | % de católicos | Total      | Clero secular | Clero regular | Bautizados por sacerdote | Diáconos permanentes | Varones    | Mujeres    | Parroquias |
| ------------------------------------------------------------------------------- | -------------------- | --------- | -------------- | ---------- | ------------- | ------------- | ------------------------ | -------------------- | ---------- | ---------- | ---------- |
| 1980                                                                            | 585 346              | 731 682   | 80.0           | 97         | 73            | 24            | 6 034                    | 4                    | 49         | 179        | 68         |
| 1990                                                                            | 1 283 000            | 1 380 000 | 93.0           | 143        | 99            | 44            | 8972                     |                      | 64         | 197        | 73         |
| 1999                                                                            | 4 700 000            | 4 950 000 | 94.9           | 194        | 142           | 52            | 24 226                   |                      | 215        | 268        | 74         |
| 2000                                                                            | 4 840 000            | 5 150 000 | 94.0           | 198        | 142           | 56            | 24 444                   |                      | 232        | 303        | 74         |
| 2001                                                                            | 3 395 000            | 3 700 000 | 91.8           | 203        | 145           | 58            | 16 724                   |                      | 214        | 333        | 80         |
| 2002                                                                            | 3 350 000            | 3 800 000 | 88.2           | 234        | 176           | 58            | 14 316                   |                      | 168        | 330        | 82         |
| 2003                                                                            | 3 392 000            | 3 820 000 | 88.8           | 234        | 174           | 60            | 14 495                   |                      | 189        | 335        | 82         |
| 2004                                                                            | 3 500 000            | 4 000     | 87.5           | 223        | 167           | 56            | 15 695                   |                      | 156        | 289        | 85         |
| 2006                                                                            | 3 750 000            | 4 300 000 | 87.2           | 246        | 190           | 56            | 15 243                   |                      | 156        | 289        | 85         |
| 2013                                                                            | 3 516 000            | 4 136 000 | 85.0           | 184        | 162           | 22            | 19 108                   |                      | 43         | 260        | 67         |
| 2016                                                                            | 1 218 015            | 1 625 368 | 74.9           | 111        | 97            | 14            | 10 973                   |                      | 25         | 81         | 96         |
| 2019                                                                            | 1 255 000            | 1 674 700 | 74.9           | 117        | 103           | 14            | 10 726                   |                      | 26         | 83         | 81         |
| 2021                                                                            | 1 286 000            | 1 716 000 | 74.9           | 123        | 109           | 14            | 10 455                   |                      | 29         | 78         | 70         |
| Fuente: Catholic-Hierarchy, que a su vez toma los datos del Anuario Pontificio. |                      |           |                |            |               |               |                          |                      |            |            |            |

## Episcopologio

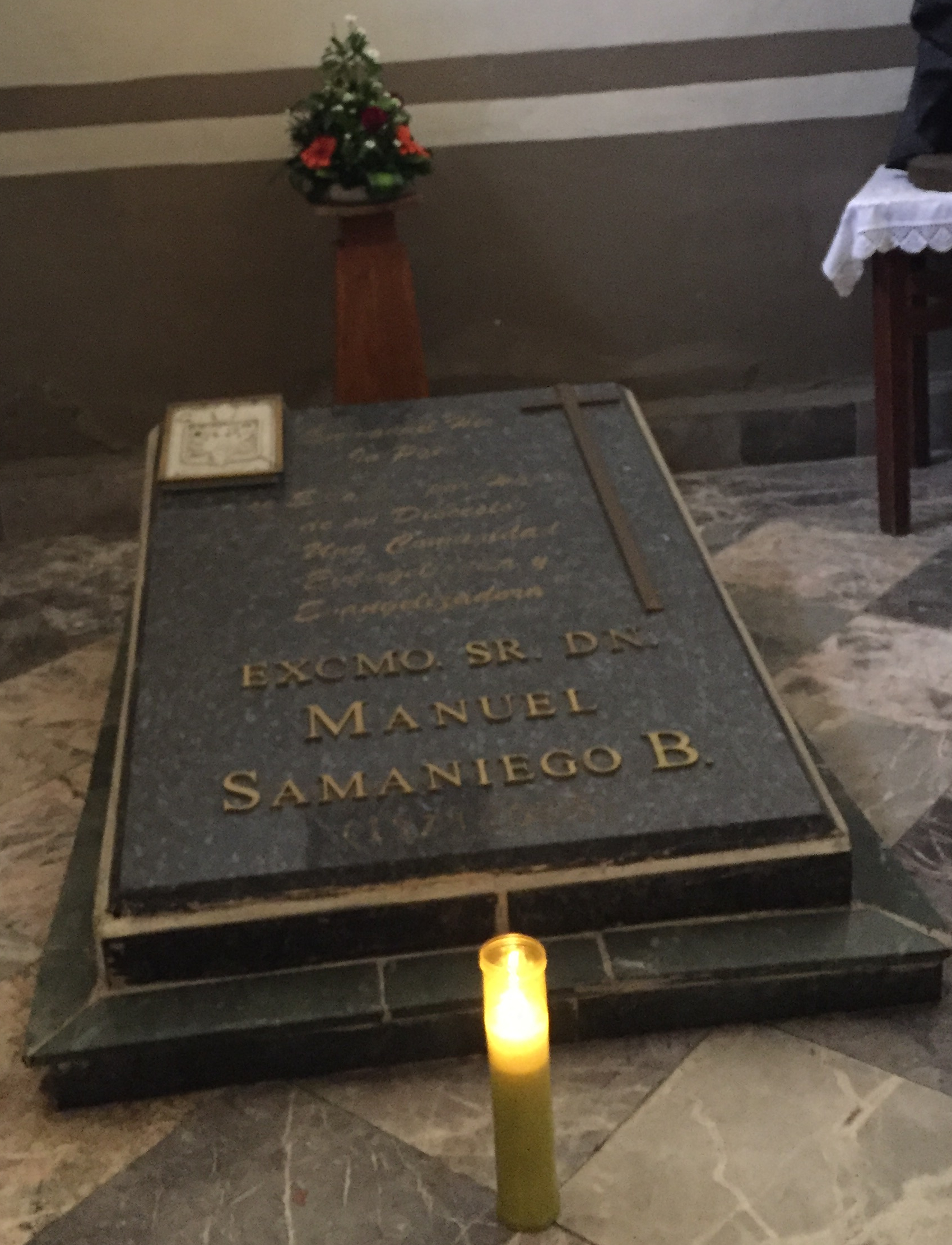
Tumba de Manuel Samaniego Barriga dentro de la Catedral de San Buenaventura

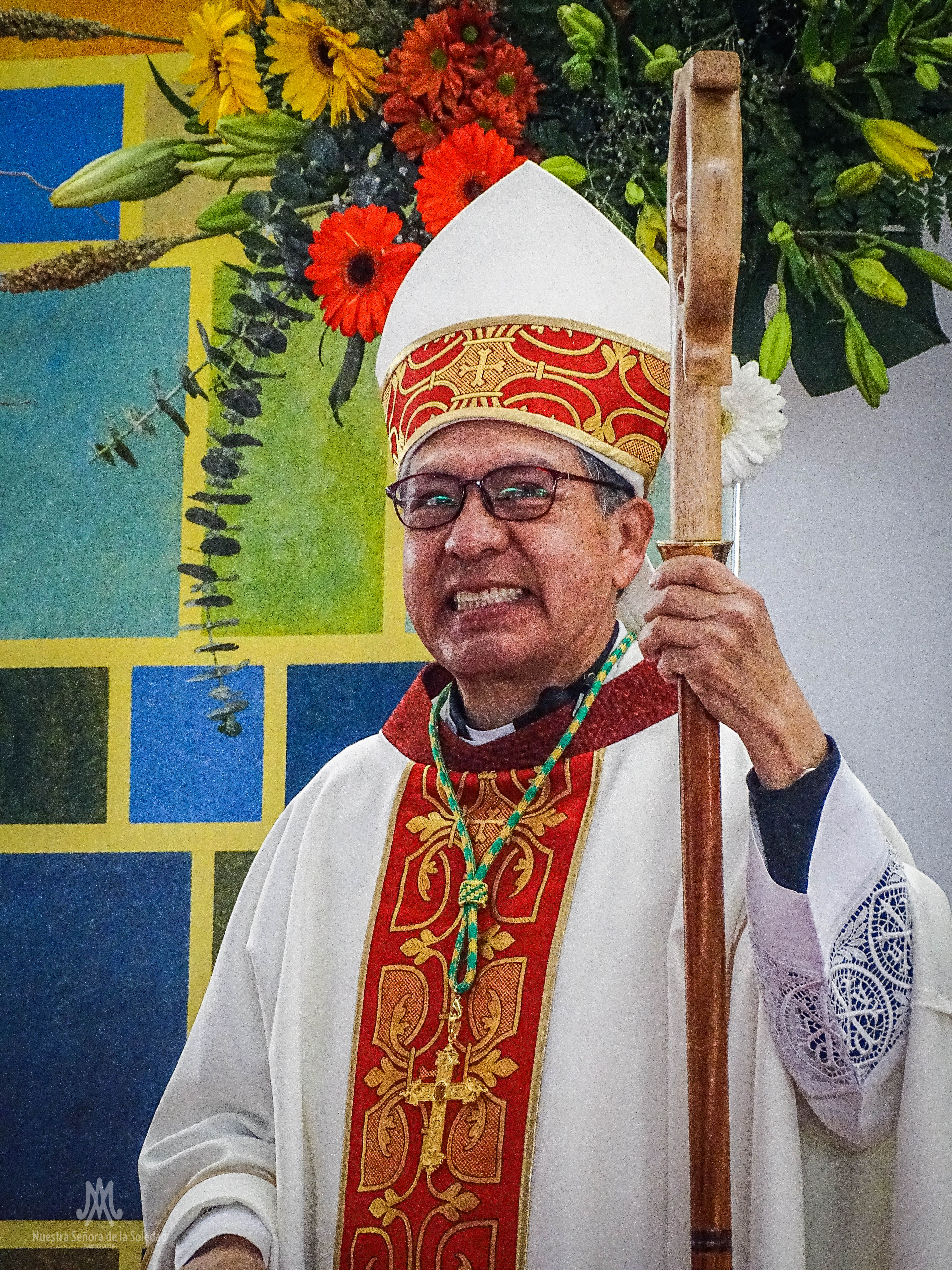
Efraín Mendoza Cruz, obispo de Cuautitlán

- Manuel Samaniego Barriga † (5 de febrero de 1979-26 de junio de 2005 falleció)
- Guillermo Rodrigo Teodoro Ortiz Mondragón † (19 de octubre de 2005-14 de septiembre de 2021 falleció)[nota 1]
- Efraín Mendoza Cruz, desde el 9 de noviembre de 2022